# As Noites de Iemanjá
As Noites de Iemanjá é um filme brasileiro de 1971, do gênero suspense, escrito e dirigido por Maurice Capovilla, com base no poema "Aquela Que Vem das Águas", de Ida Laura.

## Sinopse
A história de uma linda mulher que anda pelas praias totalmente vestida de branco e que desperta o erotismo e o prazer nos homens, mas destrói a vida de cada um deles.

## Elenco
- Joana Fomm.... mulher
- Newton Prado.... Paulo
- Roberto Maya.... homem jovem
- Assunta Perez
- Francisco Cúrcio
- Inês Knaut
- Celso de Lucca
- Dalmo Ferreira
- Áurea Campos
- Marcelo Picchi.... amigo de Paulo